# Forever Pipe
Forever Pipe este o companie producătoare de materiale de construcții din Lugoj.
Istoria companiei începe din anul 1886 când Iacob Muschong pune bazele celei mai moderne fabrici de cărămidă din Imperiul Habsburgic.
În anul 1948 societatea a fost naționalizată, devenind SC Mondial, societate ce a dus mai departe renumele creat de Muschong, iar în anul 2008 fabrica de cărămidă a fost preluată de către SC TECHNOCER SRL și are capital privat 100%.
Compania produce cărămizi și BCA și a realizat în 2006 o cifră de afaceri de două milioane de euro.
Capacitatea fabricii de cărămidă de la Lugoj este de 27 milioane de unități anual.